# Konch
Konch (o Kunch) è una suddivisione dell'India, classificata come municipal board, di 50.731 abitanti, situata nel distretto di Jalaun, nello stato federato dell'Uttar Pradesh. In base al numero di abitanti la città rientra nella classe II (da 50.000 a 99.999 persone).

## Geografia fisica
La città è situata a 25° 58' 60 N e 79° 9' 0 E e ha un'altitudine di 140 m s.l.m.

## Società

### Evoluzione demografica
Al censimento del 2001 la popolazione di Konch assommava a 50.731 persone, delle quali 27.067 maschi e 23.664 femmine. I bambini di età inferiore o uguale ai sei anni assommavano a 7.674, dei quali 4.059 maschi e 3.615 femmine. Infine, coloro che erano in grado di saper almeno leggere e scrivere erano 28.448, dei quali 17.120 maschi e 11.328 femmine.